# Paris–Roubaix 1995

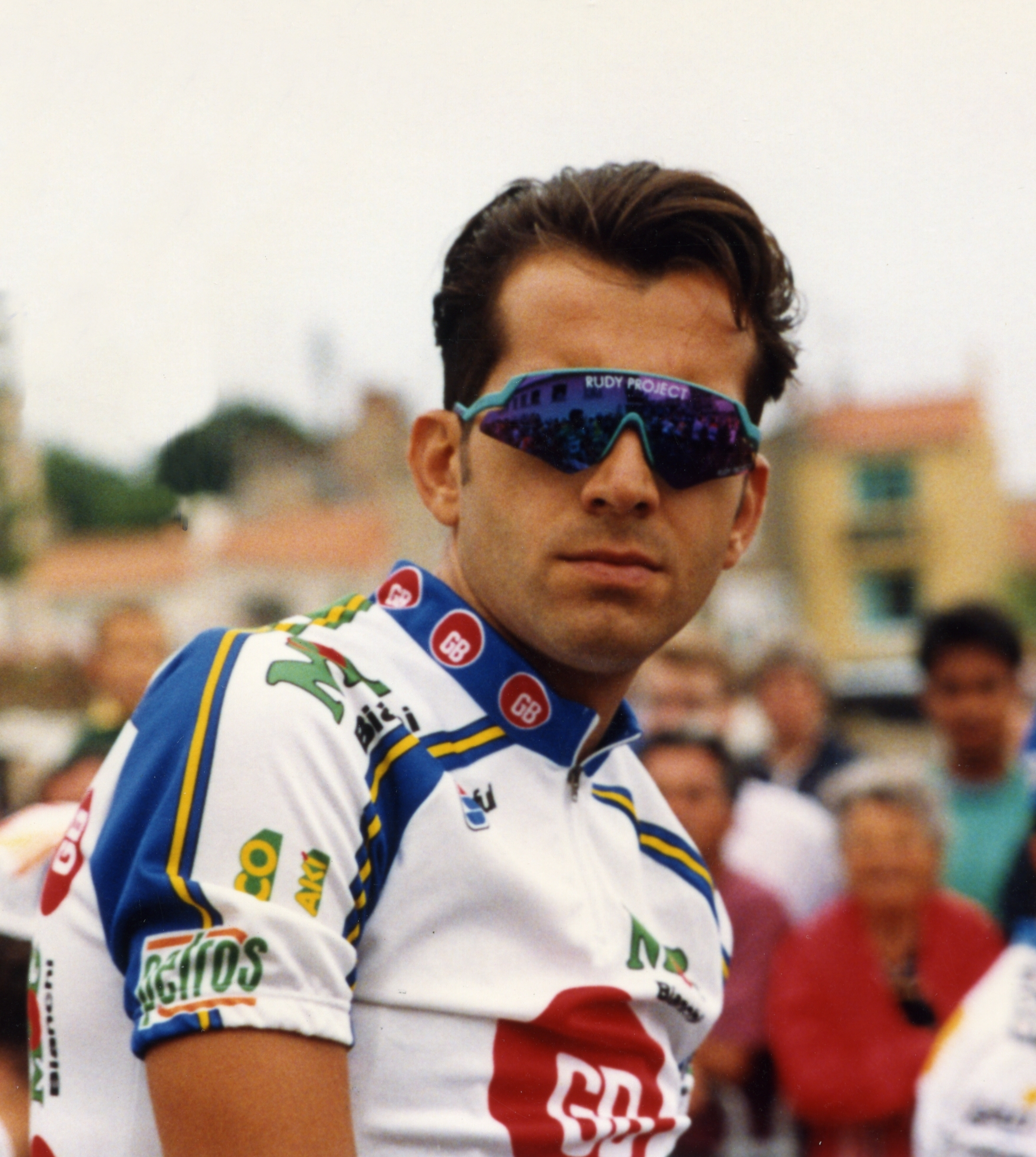
Franco Ballerini (1993)

Das Eintagesrennen Paris–Roubaix 1995 war die 93. Austragung des Radsportklassikers und fand am Sonntag, den 9. April 1995, statt.
Das Rennen führte von Compiègne, rund 80 Kilometer nördlich von Paris, nach Roubaix, wo es im  Vélodrome André-Pétrieux endete. Die gesamte Strecke war 266,5 Kilometer lang. Es starteten 178 Fahrer, von denen sich 70 platzieren konnten; 20 weitere Fahrer erreichten das Ziel außerhalb des Zeitlimits. Der Sieger Franco Ballerini absolvierte das Rennen mit einer Durchschnittsgeschwindigkeit von 41,303 km/h.
32 Kilometer vor dem Ziel führte eine Gruppe von sechs Fahrern. An diesem Punkt fuhr Ballerini auf und davon und hatte in Roubaix fast zwei Minuten Vorsprung. Nach mehreren Jahren, in denen er Pech gehabt hatte, und einem Beinahesieg zwei Jahre zuvor gewann er endlich sein Lieblingsrennen.